# Daniela und Dirk
Daniela & Dirk sind ein deutsches Musikduo im Genre des volkstümlichen Schlagers. Das Duo besteht aus Daniela dé Santos (* 11. April 1967) und Dirk Schiefen.
Im Jahr 1996 gewannen sie mit dem Titel Monte Cristallo den Grand Prix der Volksmusik. Dé Santos, eine Deutsche mit spanischen Wurzeln, spielte dabei Panflöte, Schiefen die Trompete. Beide Musiker traten nach ihrem Sieg mehrmals gemeinsam bei volkstümlichen Fernsehsendungen auf. Daniela Dé Santos war schon vorher und auch danach wieder als Solistin tätig.

## Diskografie Daniela & Dirk
- 1996: Monte Cristallo (Album)